# Mosspeeble Burn
Der Mosspeeble Burn ist ein Wasserlauf in Dumfries and Galloway, Schottland. Er entsteht an der Westseite des Pike Fell und fließt in westlicher Richtung bis zu seiner Mündung in das Ewes Water westlich des Weilers Mosspeeble.